# Águas Vermelhas
Águas Vermelhas is een gemeente in de Braziliaanse deelstaat Minas Gerais. De gemeente telt 13.477 inwoners (schatting 2018).

## Aangrenzende gemeenten
De gemeente grenst aan Berizal, Cachoeira de Pajeú, Curral de Dentro, Divisa Alegre, Ninheira, Pedra Azul, Santa Cruz de Salinas, São João do Paraíso en Encruzilhada (BA).